# Rättschef
Rättschefen är en opolitiskt tillsatt chefstjänsteman i Regeringskansliet som bland annat ansvarar för att förslag till lagar och andra författningar utarbetas och att de är lagenliga, följdriktiga och enhetliga. På vissa av departementen är rättschefen och expeditionschefen samma person. Rättschefen på UD har ett särskilt ansvar för att följa folkrättsliga ärenden av vikt och företräder Sverige i mål inför internationella domstolar där Sverige är part, till exempel EU-domstolen, Europadomstolen för de mänskliga rättigheterna och de kommittéer för mänskliga rättigheter inom FN som tillåter individuella klagomål. 
Rättschef inom regeringskansliet är Per Hall på statsrådsberedningen sedan 2015. Rättschefer på Utrikesdepartementet är Carl Magnus Nesser och Charlotte Kugelberg. På justitiedepartementet finns tre rättschefer. 